# 寂念
寂念（じゃくねん）は、平安時代後期の僧・貴族・歌人。俗名は藤原 為業（ふじわら の ためなり）。藤原北家長良流、丹後守・藤原為忠の次男。官位は従五位上・皇后宮大進。通称は伊賀入道。

## 経歴
文章生から鳥羽院政期初頭の大治4年（1129年）少内記に任ぜられ、崇徳天皇の六位蔵人も務める。伊豆守・伊賀守を歴任後、仁平元年（1141年）より中宮権大進・皇后宮大進として、近衛天皇の中宮（のち皇后）藤原呈子に仕えた。
保元3年（1158年）頃に出家し東山の霊山に隠棲する。法名を寂念と称し、同じく出家した兄弟の寂超・寂然と共に大原三寂・常盤三寂と呼ばれた。寂超・寂然は主に大原に閑居したが、寂念が大原に住んだかどうかは明らかでなく、主に常磐にいたと想定される。
若い頃より父・藤原為忠が主催する歌合に度々参加し、九条兼実や藤原重家・俊恵・源頼政・平忠度等とも親交が厚く、各地の歌合にも招かれている。寿永元年（1182年）に作られた『一品経和歌懐紙』の作者とされ、死去したのはそれ以後とされている。なお、文治3年（1187年）子の範玄が季御読経を重喪を理由に辞退しており、これを範玄の親すなわち寂念の死による喪とする説もある。

## 人物
弟2人よりも後世の評価は低いとされるものの、当時を代表する歌人として知られ、『千載和歌集』以下の勅撰和歌集に6首が入集。落ち着きのある歌風で知られた。

## 官歴
- 時期不詳：文章生
- 大治4年（1129年） 10月9日：少内記[6]
- 時期不詳：六位蔵人
- 長承元年（1132年） 正月22日：兼伊豆守[6]
- 保延2年（1136年） 3月23日：見少内記[7]
- 康治2年（1143年） 12月30日：見伊賀守[8]
- 仁平2年（1152年） 3月16日：見中宮権大進（中宮・藤原呈子）[9]
- 保元元年（1156年） 12月27日：皇后宮権大進[3]
- 保元3年（1158年） 正月6日：従五位上[9]。正月30日：対馬守[9]

## 系譜
- 父：藤原為忠
- 母：橘大夫（橘俊宗?）の娘 - 待賢門院女房
- 生母不詳の子女
  - 男子：藤原為賢
  - 男子：藤原業盛
  - 男子：藤原経業
  - 男子：藤原雅業
  - 男子：寛忠
  - 男子：範玄（1137-1199）
  - 女子：二条院三河内侍